# Paraná
Paraná (AFI [paɾaˈna]) este una dintre cele 27 de unități federative ale Braziliei, situată în sudul țării. Capitala unității este orașul Curitiba. Se învecinează cu unitatea federativă Santa Catarina și Argentina la sud, Paraguay și cu unitățile federative Mato Grosso do Sul la vest și São Paulo la nord, la est având ieșire la Oceanul Atlantic. În 2007 statul avea o populație de 10.284.503 de locuitori și 199.314,85 km², fiind împărțit în 10 mezoregiuni, 39 de microregiuni și 399 de municipii.
Alături de capitala Curitiba, pot fi menționate alte orașe importante: Londrina, Maringá, Toledo, Parana,  Ponta Grossa, Foz do Iguaçu, Paranaguá, Apucarana, Umuarama, Campo Mourão,  Paranavaí, Arapongas.
Conform PIB, Parana, ocupă locul 5 în clasamentul statelor după São Paulo, Rio de Janeiro, Minas Gerais și Rio Grande do Sul.
Aproape toate apele aparțin bazinului hidrografic râului Parana. Cele mai importante râuri sunt Paranapanema, Iguaçu, Ivaí. Datorită potențialului hidroenergetic ridicat, în regiune au fost construite hidrocentrale, care furnizeasă energie, zonelor limitrofe.
Clima este subtropicală umedă, temperaturilie oscilând 4 °C și 21 °C. Indicii pluviometrici oscilează între 1.500 mm și 2.500 mm anual.
Paraná are un sector agricol suficeint de diversificat și productiv. Sectorul industrial e în creștere. Deține întîetatea națională la producția de porumb și se plasează pe locul doi la producția de trestie de zahăr și soia.
Paraná a fost cea mai nouă provincie a Imperiului Brazilian, desprinsă din statul São Paulo în 1853.

## Etimologie
Denumirea statului provine de la denumirea râului Parana. Parana în limba tupi înseamnă (pa'ra = mare, nã = asemănător) asemănători mării. Denumirea râului sa extins asupra regiunii limitrofe, care în 1853 a devenit regiune autonomă, mai apoi stat în 1889.

### Sectorul primar
Agricultura
Principalele culturi parcticate în statul brazilian Parana sunt grâul, porumbul, și soia, produse la care se obțin recolte record în comparație cu celelalte state braziliene. Soia a început să fie plantată relativ recent, ocupând și extinzânduși zonele în nord, vest, și mai apoi în sud. Bumbacul, o altă cultură importantă, preponderent cultivată în nord. Arborele de cafea, nu mai are aceiași pondere economică, dar totuși își rezervă un rol important în economia statului Parana.
Zootehnia
În Parana, la fel ca în alte state din regiunea sud, felul cum sunt exploatate terenurile diferă de alte regiuni. În general în zonele de câmpie se practică zootehnia extensivă, în zonele de pădure, sunt create pășuni artificiale pentru furaj.
Pescăritul și mineriutul
Ponderea pescăritul în economia statului Parana e mai mică decât argricultura și zootehnia.
Extracția vegetală

### Sectorul secundar
Industria
Energia

### Sectorul terțiar
Comerțul
Turismul

## Infrastructura

### Transport
Statul beneficiază de serviciile a două aeroporturi internaționale Aeroportul Internațional din Curitiba și Aeroportul Internațional din Foz do Iguaçu, și două aeroporturi naționale, situate în Curitiba și Londrina.